# Hami (prefektura)
Hami (Kumul; (chiń.: 哈密地区; pinyin: Hāmì Dìqū; ujg.: قۇمۇل ۋىلايىتى, Qumul Wilayiti) – dawna prefektura w Chinach, w regionie autonomicznym Sinciang. Siedzibą prefektury jest Hami. W 1999 roku liczyła 484 529 mieszkańców.
18 lutego 2016 roku prefektura została zlikwidowana, a jej obszar włączony został do miasta Hami, które podniesiono do rangi miasta na prawach prefektury.

## Podział administracyjny
Prefektura Hami podzielona była na:
- miasto: Hami,
- powiat: Yiwu,
- powiat autonomiczny: Barkol.